# ハンス・リーゼル
ハンス・イーファー・リーゼル（Hans Ivar Riesel、1929年 ストックホルム - 2014年12月21日）はスウェーデンの数学者で1957年、18番目のメルセンヌ数をスウェーデン初の電子計算機BESKを用いて発見した。彼はリーゼル数の発見者でもある。1969年から王立工科大学で上級講師・准教授として教鞭を執った。